# USS Hancock (CV-19)
USS Hancock (CV-19) – amerykański lotniskowiec typu Essex. Jego patronem był John Hancock.
Stępkę okrętu położono pod nazwą „Ticonderoga” 26 stycznia 1943 w stoczni Bethlehem Steel w Quincy, a 1 maja 1943 przemianowano go na „Hancock”. Został zwodowany 24 stycznia 1944, matką chrzestną była pani Robinson. Jednostka weszła do służby w US Navy 15 kwietnia 1944, jej pierwszym dowódcą był Captain Fred C. Dickey.
Brał udział w działaniach II wojny światowej i wojny wietnamskiej. Przeszedł program SCB-27C i SCB-125.
30 stycznia 1976 został po raz ostatni wycofany ze służby, kolejnego dnia skreślony z listy jednostek floty, a 1 września 1976 sprzedany na złom.